# لورنس د. بارون
لورنس د. بارون (بالإنجليزية: Laurence D. Barron)‏ هو عالم الكيمياء الفيزيائية ‏ بريطاني، ولد في 1944 في ساوثهامبتون في المملكة المتحدة.